# K.I.S.S.I.N.G.
『K.I.S.S.I.N.G.』（キッシング）は、阿部真央の配信限定シングル。2017年12月8日に配信が開始された。

## 解説
前作『女たち』から約1年4か月ぶりのシングルであり、CO・OP共済のCMソングである。
2017年12月15日に、阿部真央のYouTube公式チャンネルでミュージックビデオのフルバージョンが公開された。公開されたミュージックビデオでは、チャイナ服、サンタクロース、女教師風ファッションなどの衣装を披露している。

## 収録曲
1. K.I.S.S.I.N.G.
作詞・作曲:阿部真央、編曲:akkin